# Sabine Herlitschka

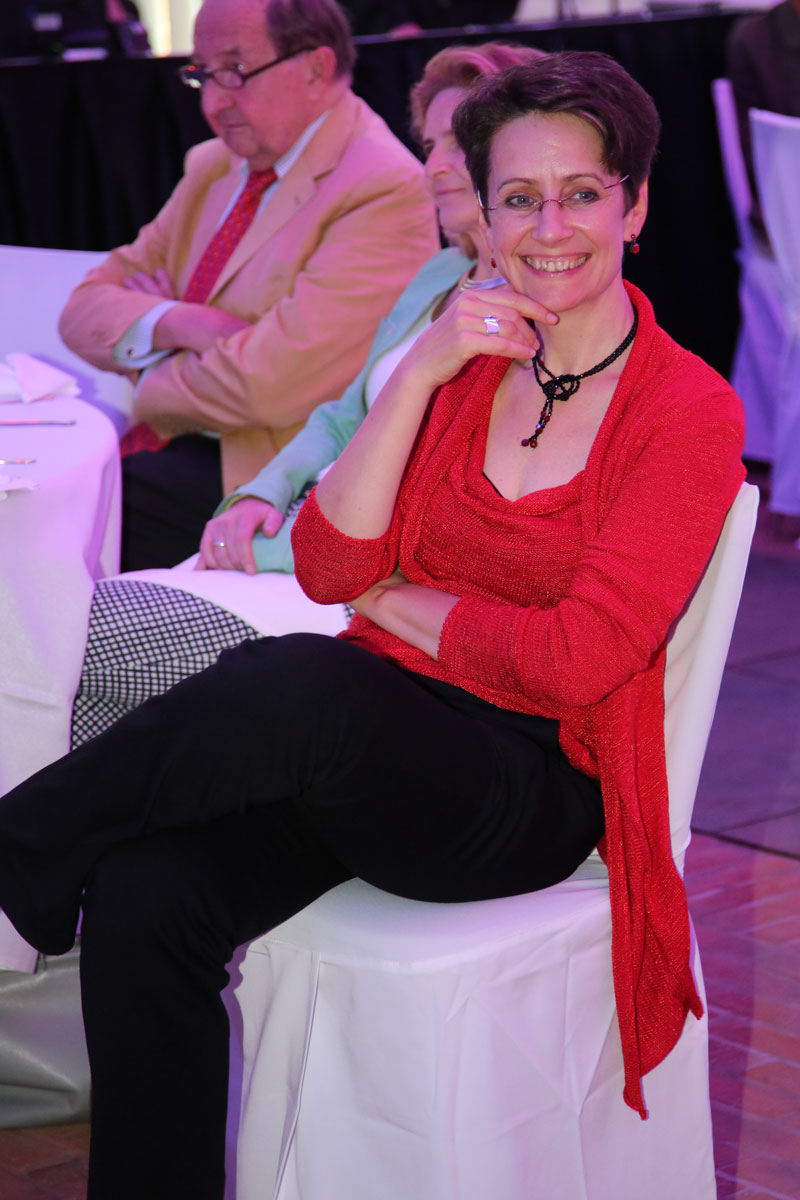
Sabine Herlitschka (2014)

Sabine Herlitschka (* 1. Februar 1966 in Pfarrkirchen) ist eine österreichische Managerin. Seit 2014 ist sie Vorstandsvorsitzende der Infineon Technologies Austria AG in Villach. Zudem ist Herlitschka seit 2020 Vizepräsidentin der Industriellenvereinigung und seit Oktober 2024 Vizepräsidentin des Europäischen Forums Alpbach.

## Leben
Sabine Herlitschka wurde als Tochter eines sudetendeutschen Vaters und einer Österreicherin aus Kärnten im niederbayerischen Pfarrkirchen geboren und wuchs in Salzburg auf, wo sie 1984 am Wirtschaftskundlichen Bundesrealgymnasium Salzburg (WRG Salzburg) maturierte. Anschließend absolvierte sie ein Studium der Lebensmittel- und Biotechnologie an der Universität für Bodenkultur Wien (BOKU). Ab 1990 war sie Dissertantin und später Forscherin bei der Immuno AG. 1994 reichte sie ihre Dissertation an der BOKU ein. Außerdem erwarb sie einen Master of Business Administration (MBA) in General Management.
Ab 1996 war sie Referatsleiterin und stellvertretende Direktorin des Büros für Internationale Forschungs- und Technologiekooperation (BIT), aus dem 2004 die Österreichische Forschungsförderungsgesellschaft (FFG) hervorging. Von 2003 bis 2006 war sie Vizerektorin für Forschungsmanagement und Internationale Kooperationen an der Medizinischen Universität Graz. Anschließend leitete sie bis 2010 den Bereich Europäische und Internationale Programme der Österreichischen Forschungsförderungsgesellschaft FFG. 2010 war sie als Fulbright Scholar an der George Washington University und der Johns Hopkins University/School of Advanced International Studies.
Seit August 2011 ist Mitglied des Vorstandes der Infineon Technologies Austria AG, wo sie seit Jänner 2012 als Vorstand die Bereiche Technik und Innovation verantwortet. Seit April 2014 ist sie als Nachfolgerin von Monika Kircher Vorstandsvorsitzende der Infineon Technologies Austria AG.
Sie ist Mitglied im Rat für Forschung und Technologieentwicklung und im Steirischen Forschungsrat und war bis November 2018 Vizepräsidentin der Ludwig Boltzmann Gesellschaft. Für die Funktionsperiode 2018 bis 2023 wurde sie zur stellvertretenden Vorsitzenden des Universitätsrates der Technischen Universität Wien gewählt. Im Februar 2018 wurde sie zur Vorsitzenden von ECSEL JU (Electronic Components and Systems for European Leadership Joint Undertaking) gewählt, einem von der Europäischen Union und deren Mitgliedsstaaten betriebenen Public-Private-Partnership-Programm zur Stärkung der globalen Innovations- und Wettbewerbsfähigkeit von elektronischen Komponenten und Systemen aus Europa.
Im Juni 2018 berichtete das Nachrichtenmagazin Profil, dass der deutsche Bundesnachrichtendienst (BND) seit 2002 ihre E-Mail-Adresse im Zuge von Spionageaktivitäten Deutschlands in Österreich überwacht hatte.
Das Industriemagazin reihte sie 2018 auf der Liste der einflussreichsten österreichischen Manager auf Platz 11 und 2020 und 2021 auf Platz fünf. 2019 belegte sie ebendort Platz zwei auf der Liste der einflussreichsten Frauen der österreichischen Wirtschaft.
Am 18. Juni 2020 wurde Georg Knill zum Präsidenten der österreichischen Industriellenvereinigung (IV) gewählt, Herlitschka wurde dessen Stellvertreterin für die Funktionsperiode 2020 bis 2024. Anfang Juli 2020 wurde sie zur Aufsichtsratsvorsitzenden der Fachhochschule Kärnten bestellt. Im Oktober 2020 wurde Klara Sekanina Vorsitzende des Rates für Forschung und Technologieentwicklung und Herlitschka als Nachfolgerin von Markus Hengstschläger deren Stellvertreterin. Im Juni 2021 wurde sie unter Präsident Timo Springer als Vizepräsidentin der Industriellenvereinigung Kärnten für eine zweite Periode wiedergewählt. Im Juni 2024 wurde sie sowohl als Vizepräsidentin der österreichischen Industriellenvereinigung als auch der Industriellenvereinigung Kärnten für eine weitere Funktionsperiode bestätigt.

Herlitschka ist eine der Expertinnen des 2024 gegründeten, privaten und parteifernen Denkergremiums Mehr Grips. Ende Juni 2024 folgte sie Caroline Toifl im Aufsichtsrat der Österreichischen Beteiligungs AG (ÖBAG) nach.
Als Europa werden wir mit dem Green Deal erfolgreich sein, wenn er einen Rahmen schafft, mit dem Unternehmen, die Innovationen im Sinne der grünen Transformation umsetzen, auch wirklich Vorteile erzielen können. Der Inflation Reduction Act in den Vereinigten Staaten ist eine erfolgreiche Referenz.
 Im Rahmen der Wahl von Othmar Karas zum Präsidenten des European Forum Alpbach wurde Herlitschka zur Vizepräsidentin bestellt.

## Auszeichnungen (Auswahl)
- 2007: Österreichischer Hochschulmanagement Preis der Donau-Universität Krems für das Projekt Strategisches Forschungsmanagement an der Medizinischen Universität Graz[1]
- 2011: Verleihung des Ordens „Chevalier dans l’Ordre du Mérite“ der Republik Frankreich für Verdienste um die strategische Forschungskooperation zwischen Frankreich und Österreich[1]
- 2014: Nominierung durch Die Presse zur Österreicherin des Jahres in der Kategorie Familie und Beruf[30]
- 2015: Ehrensenatorin der Universität für Bodenkultur Wien[31]
- 2016: Managerin des Jahres des  Managementclubs Kärnten[32]
- 2016: Ehrensenatorin der Universität Innsbruck[33]
- 2018: Auszeichnung als Österreicherin des Jahres in der Kategorie Unternehmen mit Verantwortung[34]
- 2020: Leadersnet – Krisenmanagerin des Jahres in der Kategorie Industrie[35]
- 2021: Ehrenring der Stadt Villach[36][37][38]
- 2022: Frau des Jahres der Zeitschrift Trend[39]
- 2022: Großes Goldenes Ehrenzeichen für Verdienste um die Republik Österreich[40]

## Publikationen (Auswahl)
- Hinaus aus dem Schrebergarten: die Europäisierung der österreichischen Forschung, Studienverlag, Innsbruck/Wien/Bozen 2010, ISBN 978-3-7065-4808-3